# Mildred Merino
Ethel Mildred Merino de Zela (Lima, 7 de octubre de 1922 –  5 de diciembre de 2005) fue una antropóloga, etnóloga, folklorista y docente peruana. Reconocida por su ardua e incansable labor de investigación y difusión del folklore peruano desde diversas instituciones culturales y educativas.

## Biografía
Mildred Merino fue hija del capitán Ernesto Merino Rivera (Piura) y de María Luisa de Zela de Merino (Tacna), descendiente del prócer Francisco de Zela. Al ser su padre diputado por su natal Ayabaca, viajaba por las comunidades de la sierra de Piura durante las campañas políticas: «de todas sus hijas, Mildred era la que más contacto tenía con la gente del pueblo. Y siempre decía que ése factor la llevó a interesarse en la Antropología años después»

### Años de estudio
Su formación básica la recibió en el Colegio Sophianum. Luego, cursó estudios en la Escuela de Educación de la Pontificia Universidad Católica del Perú (PUCP), donde obtuvo el título profesional de Normalista Urbana. 
Tiempo después, estudió en la Universidad Nacional Mayor de San Marcos (UNMSM), donde fue alumna de intelectuales como Luis E. Valcárcel, Jorge C. Muelle, Jean Vellard, César Ángeles Caballero y José María Arguedas. La influencia de estos investigadores fue clave para su decisión de estudiar Antropología en el Instituto de Etnología de la UNMSM, del cual egresó en 1954 y se graduó de bachiller en 1958.
 

Su tesis de bachiller es reconocida como la primera tesis de antropología urbana de dicha casa de estudios. En esta investigación, aborda la migración del campo a la ciudad y la formación de las barriadas, en específico, la barriada del Cerro San Cosme.
Lima, en sus actuales condiciones de proliferación de Barriadas, se ha convertido en problema social; es un punto de atracción de determinado tipo de provincianos, hombres, jóvenes y adolescentes, por su oportunidad de trabajo fácil aunque con ganancias mínimas (vendedor ambulante), y habitación barata aunque muy precaria (choza alquilada). Este tipo de poblador no es el original de San Cosme. Esas condiciones fomentan a la vez la vagancia y la delincuencia, y ambos podrán ser detenidas de inmediato mediante una Ley Nacional de Barriadas, cuyo Proyecto como “Plan Nacional de Saneamiento y Legalización de Barrios Marginales” ha sido presentado hace muchos meses al Senado (citado en Pimentel, 2016)
En 1965, se gradúa del doctorado en Etnología en la UNMSM con su tesis "El tipo de “cuentos de fórmula”: folklore del Perú". Más adelante, tuvo la oportunidad de estudiar cursos de especialización en Italia, España, Estados Unidos y México.

### En pro del folklore peruano
Mildred Merino dedicó su vida a la investigación, enseñanza y difusión del folklore peruano. En 1964, ganó el concurso público para ser directora de la Escuela Nacional de Música y Danzas Folklóricas – actualmente denominada Escuela Nacional Superior De Folklore José María Arguedas. Durante el gobierno de Velasco Alvarado, renuncia a este cargo debido a discrepancias en cuanto al manejo del folklore por parte del Instituto Nacional de Cultura.
Desde 1968, enseñó los cursos vacacionales de Perfeccionamiento Magisterial, en la especialidad de “Folklore y Educación”. Estos cursos eran impartidos en el Instituto Riva-Agüero de la PUCP. En 1972, se creó el Seminario de Folklore en el Instituto Riva-Agüero – PUCP, del cual asumió la coordinación. Desde este espacio, fomenta el desarrollo de eventos y proyectos sobre el folklore. A iniciativa de Mildred, se realiza la Mesa Redonda "El Folklore Coreográfico en el Pueblo, la Escuela y el Teatro" en febrero de 1974. El 1 de marzo del mismo año, en la reunión de clausura de la mesa, Mildred cofunda el Centro de Documentación y Apoyo del Folklore (CENDAF) junto a destacadas figuras como Alejandro Vivanco Guerra, Josafat Roel Pineda, Rosa Alarco Larrabure, entre otras. Luego de la polémica que se generó debido a que el retablista Joaquín López Antay recibió el Premio Nacional de Cultura en la categoría de Arte en diciembre de 1975, Mildred organizó una Mesa Redonda desde el instituto en la cual se discutió las divisiones arte vs artesanía, y arte culto vs arte popular. En 1979, impulsa la creación del Museo de Arte y Tradiciones Populares (MATP) en el instituto, donando su propia colección. En 1985, promueve el proyecto Archivo de Música Tradicional Andina, brindando un espacio para la primera oficina de este proyecto. Este se convertiría en el Centro de Etnomusicología Andina – CEA y, años más adelante, en el Instituto de Etnomusicología – IDE.
Como investigadora, colaboró con la revista Folklore Americano (1953-1972), publicación del Museo Nacional de la Cultura Peruana realizada con el subsidio del Ministerio de Educación. En su labor de difusión, escribió notas sobre el folklore en El Comercio y la serie de artículos “Reportaje el Perú” en el diario La Prensa. 

## Obras

### Tesis
- Merino, Mildred (1958). El cerro San Cosme (formación de una barriada). Tesis para optar el grado de Bachiller. Lima: UNMSM/Instituto de Etnología y Arqueología.
- Merino, Mildred (1964). El tipo de “cuentos de fórmula”: folklore del Perú. Tesis para optar el grado académico de Doctor en Etnología. Lima: UNMSM.

### Libros
- Merino, Mildred (1970). Vida y obra de José María Arguedas. Lima.

### Artículos
- Merino, Mildred (1969). «El tipo cuento de fórmula. Folklore del Perú». Ciencias Antropológicas (Seminario de Antropología. Instituto Riva Agüero. PUCP) (1): 58-59.
- Merino, Mildred (1974). «Hacia una teoría del folklore peruano». Revista Folklore Americano (Organización de Estados Americanos) (18).
- Merino, Mildred (1991). «Hacia una teoría del folklore peruano». Acerca del Folklore (Municipalidad de Lima Metropolitana).

## Premios y reconocimientos
- En 1959, ganó el Premio de Fomento a la Cultura “Javier Prado” por su tesis de pregrado, siendo la primera mujer peruana que obtuvo ese reconocimiento.
- En 2002, fue reconocida como Profesora Emérita del Instituto Riva-Agüero.
- En 2003, el Instituto Nacional de Cultura, entonces presidido por el Dr. Luis Guillermo Lumbreras, le otorgó la “Medalla de la Cultura Peruana” en reconocimiento a su distinguida trayectoria. Su retrato fue incorporado a la “Galería de los Inmortales” en el Museo de la Nación, junto a otros intelectuales peruanos del siglo XX.
- En 2004, recibió un reconocimiento de la Municipalidad de San Borja por su valiosa contribución a los estudios de folklore en el marco del Día Mundial del Folklore.[10]
- El XVII Congreso Nacional y el VI Congreso Internacional de Folklore, realizado en octubre de 2004 en Lima, llevó su nombre.[11]